# Jeremy Christie
Pour les articles homonymes, voir Christie.
Jeremy Christie, né le 22 mai 1983 à Whangarei, est un footballeur international néo-zélandais évoluant au poste de milieu de terrain.

## Biographie
Il est sélectionné pour la première fois en équipe de Nouvelle-Zélande de football en 2005 et fait partie du groupe des vingt-trois sélectionnés pour la Coupe du monde de football de 2010.